# Kabila (Kernu)
Kabila – wieś w Estonii, w prowincji Harju, w gminie Kernu.